# Zbraslavská kronika
Zbraslavská kronika (latinsky Chronicon Aulae regiae) je latinsky psaná kronika, která vznikala v rozmezí let 1305–39 v cisterciáckém klášteře na Zbraslavi, založeném roku 1292 králem Václavem II. Autory tohoto monumentálního díla jsou dva zbraslavští opaté česko-německého původu: Ota Durynský a Petr Žitavský.
Tato kronika patří spolu s Kosmovou Kronikou českou k nejskvělejším příkladům českého středověkého kronikářství a české literatury vůbec. Kromě rozsáhlých prozaických pasáží obsahuje také na 4000 veršů, z velké části leoninských hexametrů, takže vlastně je zároveň i nejrozsáhlejší básnickou skladbou české literatury předhusitského období.

## Obsah

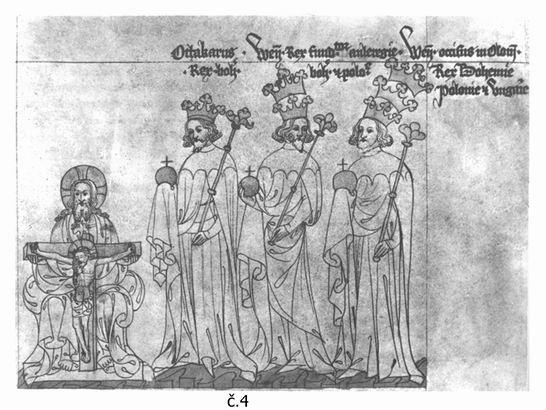
Poslední tři přemyslovští králové na iluminaci z jihlavského rkp. Zbraslavské kroniky (konec 14. stol.)

### Část psaná opatem Otou
V první části Zbraslavské kroniky, která byla psána pravděpodobně v letech 1305–14 opatem Otou je znatelná tendence k oslavě Václava II., zakladatele zbraslavského kláštera. Za devět let Ota napsal 51 kapitol a celé Otovo vypravování je soustředěno k osobě královského mecenáše, tak aby Václav získal u případného čtenáře co nejvíce sympatií. Ota se snažil vystihnout duševní život a těžkou dobu dětství, dospívání a samotné vlády Václavovy způsobem u středověkých spisovatelů vzácným. Otovo pohnuté vypravování ukončila smrt v březnu 1314, kdy nestihl popsat ani Václavovu slavnou korunovaci.

### Část psaná opatem Petrem
V započaté kronice pak pokračoval druhý autor, budoucí opat Petr Žitavský, který se v druhé části kroniky pokusil o sloučení glorifikace předposledního Přemyslovce s oslavou nové lucemburské dynastie na českém trůně. Proto uvádí při líčení smrti Václava II. i císařovny Markéty zázraky, které měly zvýšit prestiž obou osobností. Ve svém vyprávění se na rozdíl od Oty nesoustřeďuje pouze na události zbraslavské a české, ale i na události a záležitosti jiných království a zajímavé příhody vůbec.
Zbraslavská kronika se tak stala nejdůležitějším vyprávěcím pramenem pro české dějiny první poloviny 14. století. Byla mnohými opisována, celé dlouhé úseky ze Zbraslavské kroniky se nacházejí i v Kronice Františka Pražského, v díle Beneše Krabice z Veitmile a částečně i v kronice Pulkavově.

## Části kroniky

### Kniha první
- 1.–8. kapitola – zprávy o králi Přemyslovi II.
- 9.–83. kapitola – životopis Václava II.
- 84.–87. kapitola – vyprávění o vládě Václava III., Rudolfa Habsburského, Jindřicha Korutanského
- 88.–111. kapitola – vstup Lucemburků na český trůn a počátky vlády Jana Lucemburského
- 112.–120. kapitola – příběhy císaře Jindřicha VII.
- 121.–123. kapitola – vyprávění o smrti papeže Klimenta V., zrušení templářů a zázraky po smrti císařovny Markéty
- 124.–130. kapitola – události let 1314–1316.

### Kniha druhá
Jsou zde sepsány události od roku 1317 téměř až do Karlova návratu do Čech, tedy cca do konce léta 1333. Záznamy jsou provedeny letopiseckým způsobem (obvykle se na jaře zapsaly události roku minulého), kniha má 34 kapitoly.

### Kniha třetí
Začíná velmi nadšeným vylíčením návratu mladého prince Karla a končí rokem 1337 sepsaným na jaře 1338. Dál se již Petr Žitavský nedostal.

## Ukázka (hladomor v Čechách v letech 1281–82)
| „                               | V celém království nastal za těchto útrap nedostatek potravin. V zemi se rozmohl mor tak prudký, jaký žádný stařec nepamatoval. Když lidé neměli potravy, živili se rozličnými druhy bylin, aby vysíleni tísnivým hladem náhle nezahynuli, ale nikdy nemůže lidská přirozenost dlouho vydržet, živí-li se semeny a trávou. O neslýchaném soužení hladem svědčí i jedna matka, která zapomínajíc na mateřské city zabila nemluvně u svých prsou, aby nasycena jeho tělem mohla na chvilku prodloužit svůj bídný život. Většina lidí jedla mršiny koní a ostatních zvířat, ohryzující maso jako psi z kostí syrové a nesolené a tím rychleji hromadně umírali. Čím více byli souženi hladem, tím více se obraceli k nezvyklé stravě. Před očima synům hynou hladem rodiče, bezprostředně následujíc již zemřelé. Od zápachu mrtvol se kazí vzduch a ten, kdo snad mohl žít déle, nakažen smradlavým vzduchem náhle se zadusí. Bratr chystá pohřeb bratru a hned ho spěšně ve smrti následuje. Hřbitovy nestačí a pro pohřbívání jsou kopány velké jámy, do nichž neustále přivážejí na vozech mnoho mrtvol a shazují je tam. Stalo se, že byl jeden lékař domněle mrtvý vhozen do připravené jámy, tam nabyl trošku vědomí a po tři dny ohryzoval lidské maso, poté ho položivého vytáhli. Když tedy lidé schli strachem z hladu, část ztrápeného národa opustila rodnou půdu a přestěhovala se do okolních zemí, kde si vydělávala mezi neznámým lidem na životní potřeby způsobem, kterým dovedla. | “ |
| — Zbraslavská kronika, kap. XII | |   |